# Droga wojewódzka nr 448
Droga wojewódzka nr 448 (DW448) – dawna droga wojewódzka o długości 48 km znajdująca się na obszarze województwa dolnośląskiego. Trasa ta łączyła Milicz z Sycowem. Droga leżała na terenie powiatu milickiego i oleśnickiego. W 2020 roku, na mocy Zarządzenia nr 49 Generalnego Dyrektora Dróg Krajowych i Autostrad z dnia 17 grudnia 2020 r. arteria została w całości włączona w skład drogi wojewódzkiej nr 439. Obecnie numer 448 nie jest przypisany do żadnej z dróg wojewódzkich.

## Miejscowości leżące przy trasie DW448
- Milicz
- Wierzchowice
- Krośnice
- Żeleźniki
- Brzostowo
- Nowa Wieś Goszczańska
- Goszcz
- Moszyce
- Twardogóra
- Chełstówek
- Gola Wielka
- Drołtowice
- Zawada
- Działosza
- Wielowieś
- Nowy Dwór
- Syców